# Château de Beauregard (Seyssinet-Pariset)
Pour les articles homonymes, voir Château de Beauregard.
Le château de Beauregard est un château de plaisance du XVIIIe siècle qui se dresse sur la commune de Seyssinet-Pariset près de Grenoble dans le département de l'Isère et la région Auvergne-Rhône-Alpes.
Le grand salon et la chambre contiguë situés au rez-de-chaussée du château font l’objet d’un classement au titre des monuments historiques par arrêté du 15 décembre 1997 ; le château en totalité, à l'exception des pièces classées, l'ensemble du parc, y compris les serres et les fabriques font l’objet d’une inscription partielle par arrêté du 15 décembre 1997.

## Situation
Le château de Beauregard est situé dans le département français de l'Isère sur la commune de Seyssinet-Pariset près de Grenoble.

## Histoire
Le château est édifié aux XVIIIe et XIXe siècles. Jean-Jacques Rousseau y a séjourné en 1768[réf. nécessaire]. Il appartient aujourd'hui aux Perrin (famille de gantiers grenoblois) et n'est ouvert aux visiteurs que quelquefois dans l'année, en accord avec la famille et la mairie.

## Description
Le château possède trois étages et est décorée de stucs et de peintures en trompe-l'œil peintes en 1780. Le grand salon décoré de gypseries et la chambre contigüe sont certainement les pièces les plus remarquables du château et font, à cet égard, l'objet d'un classement au titre des monuments historiques depuis le 15 décembre 1997.
Le reste du château, le parc de la propriété, les serres et les fabriques font l'objet d'une inscription partielle au titre des monuments historiques depuis le 15 décembre 1997, après une première inscription le 17 novembre 1996. Cet ensemble comporte des serres, une grande piscine, une fabrique de jardins, fontaines et bassins alimentées par une source, une cascade et une allée d'arbres centenaires. Le panorama offert sur l'agglomération grenobloise, la chaîne de Belledonne et même le Mont Blanc que l'on aperçoit au loin, en font un remarquable belvédère.

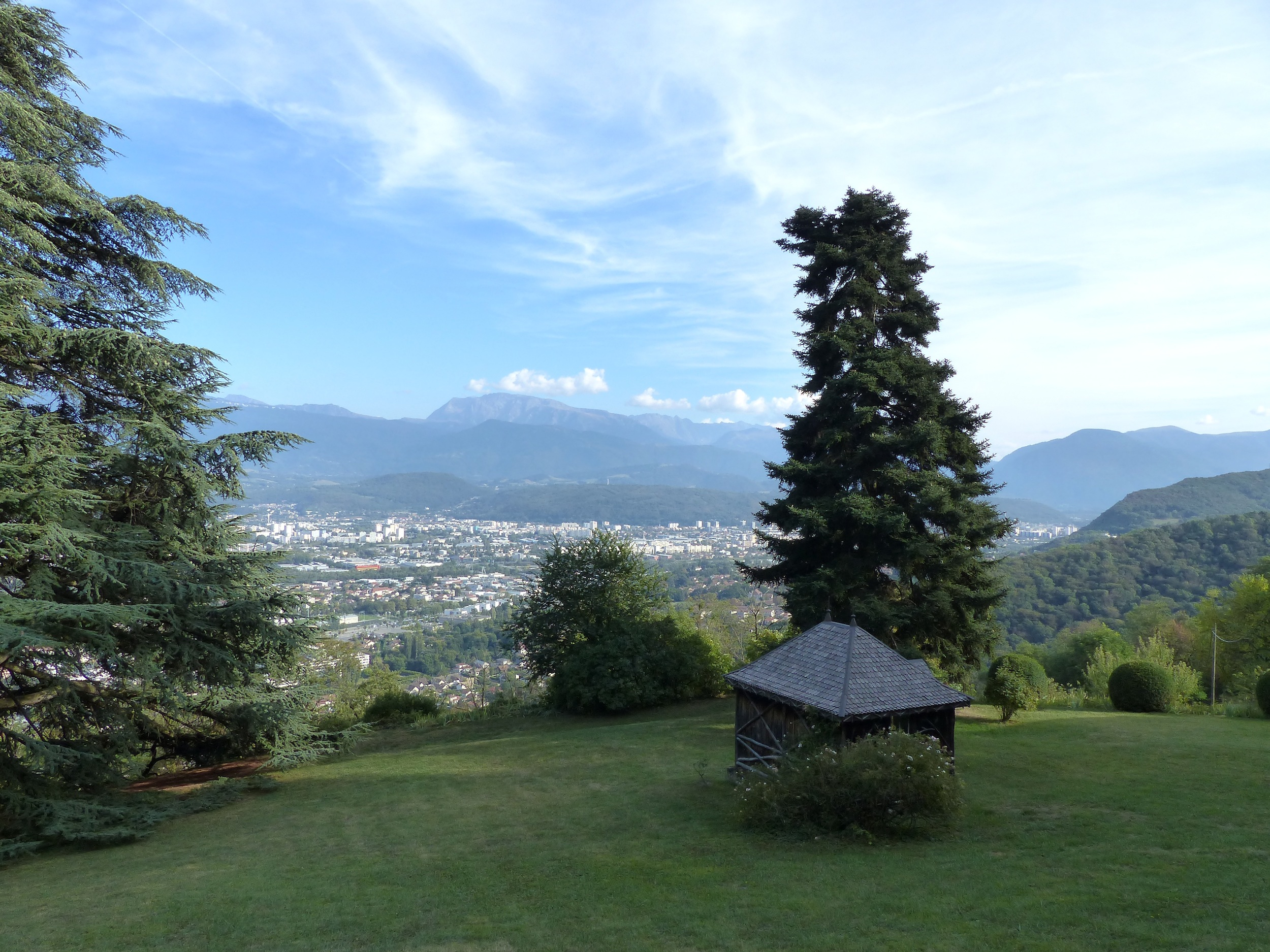
Panorama depuis le parc
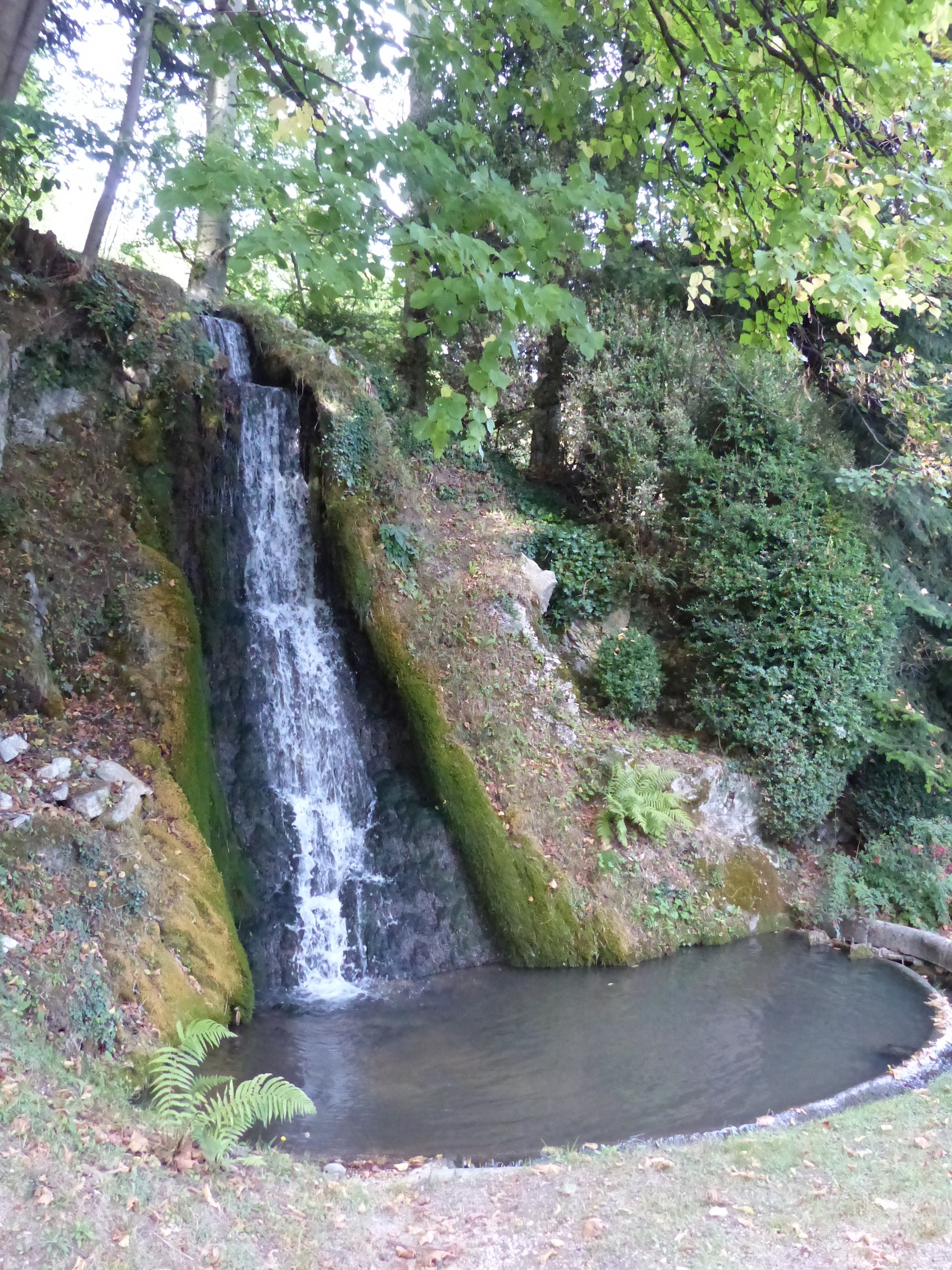
Cascade du parc